# Gaj (powiat przysuski)
Gaj – wieś w Polsce położona w województwie mazowieckim, w powiecie przysuskim, w gminie Przysucha. Wieś ma status sołectwa.
W latach 1919–1939 miejscowość należała administracyjnie do województwa kieleckiego (II Rzeczpospolita) oraz do województwa kieleckiego (1945–1975).
W latach 1975–1998 miejscowość należała administracyjnie do województwa radomskiego.
Wierni Kościoła rzymskokatolickiego należą do parafii Nawiedzenia Najświętszej Maryi Panny w Smogorzowie.

## Informacje
Wieś można podzielić na 3 części: Stary Gaj, Nowy Gaj i Podgajek.
W Gaju są wyłącznie budynki jednorodzinne.
Siedziba sołtysa znajduje się w zachodniej części wsi.
Przez miejscowość przechodzi droga gminna oraz 4 drogi gruntowe

## Historia
Wieś została założona w XIV wieku.
Za czasów Rzeczypospolitej Obojga Narodów Gaj był położony w województwie sandomierskim (I Rzeczpospolita).
W latach 1816–1844 miejscowość znajdowała się w obwodzie koneckim.
Podczas I wojny światowej w okolicach Gaju i Krzesławic (województwo mazowieckie) odbywały się walki niemiecko-rosyjskie.
W czasie II wojny światowej okoliczni mieszkańcy pomagali oddziałowi mjr. Henryka Dobrzańskiego.
W drugiej połowie XX wieku Gaj usamodzielnił się od Smogorzowa (województwo mazowieckie), uzyskując własne sołectwo.